# SNCF CC 65000
Die bis 1962 als 060 DB bezeichnete Baureihe CC 65000 der französischen Staatsbahn SNCF war eine in einer Serie von 20 Exemplaren gebaute sechsachsige, zweimotorige dieselelektrische Lokomotive mit einer Leistung von 970 kW. Sie waren deren erste Diesellokomotiven für den Schnellzug- wie auch den Güterverkehr. Mit ihrer Achslast von ca. 18 t waren sie auf allen Strecken der SNCF einsetzbar.

## Vorgeschichte
In den 1950er Jahren wollte die SNCF den als zu teuer erachteten Dampfbetrieb aufgeben. Die Elektrifizierung von Strecken versprach sich aber nur bei den Hauptachsen mit hohem Verkehrsaufkommen zu rentieren. An unterschiedlichen Stellen ihres Netzes unternahm sie daher Experimente mit der Dieseltraktion. Wegen der dortigen Raffinerien und der damit verbundenen problemlosen Versorgung mit Dieselkraftstoff bot sich u. a. La Rochelle als Standort für solche Versuche an.

## Geschichte und Beschreibung

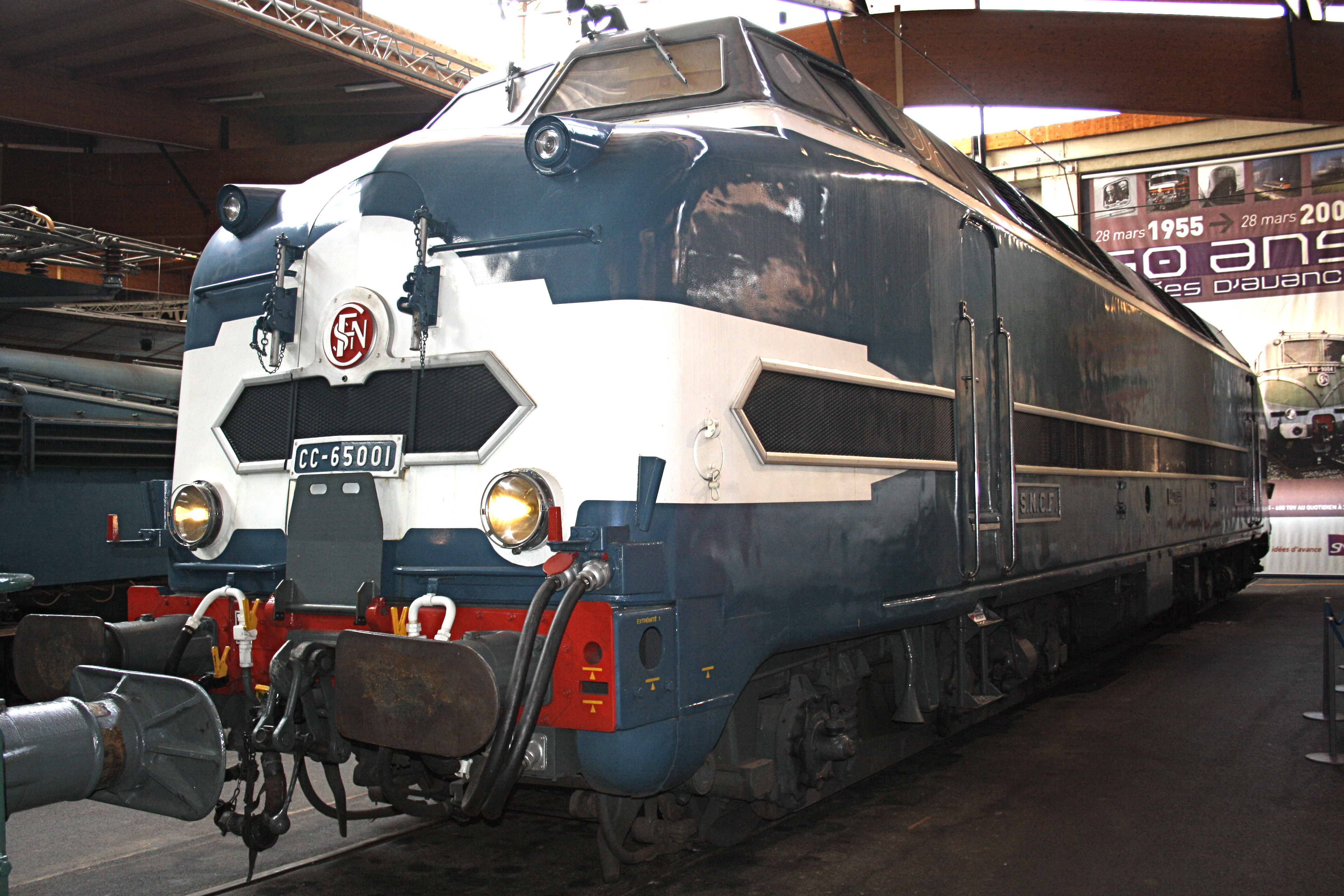
SNCF CC 65001 in der Cité du Train – gut erkennbar ist das hochgeklappte Trittblech

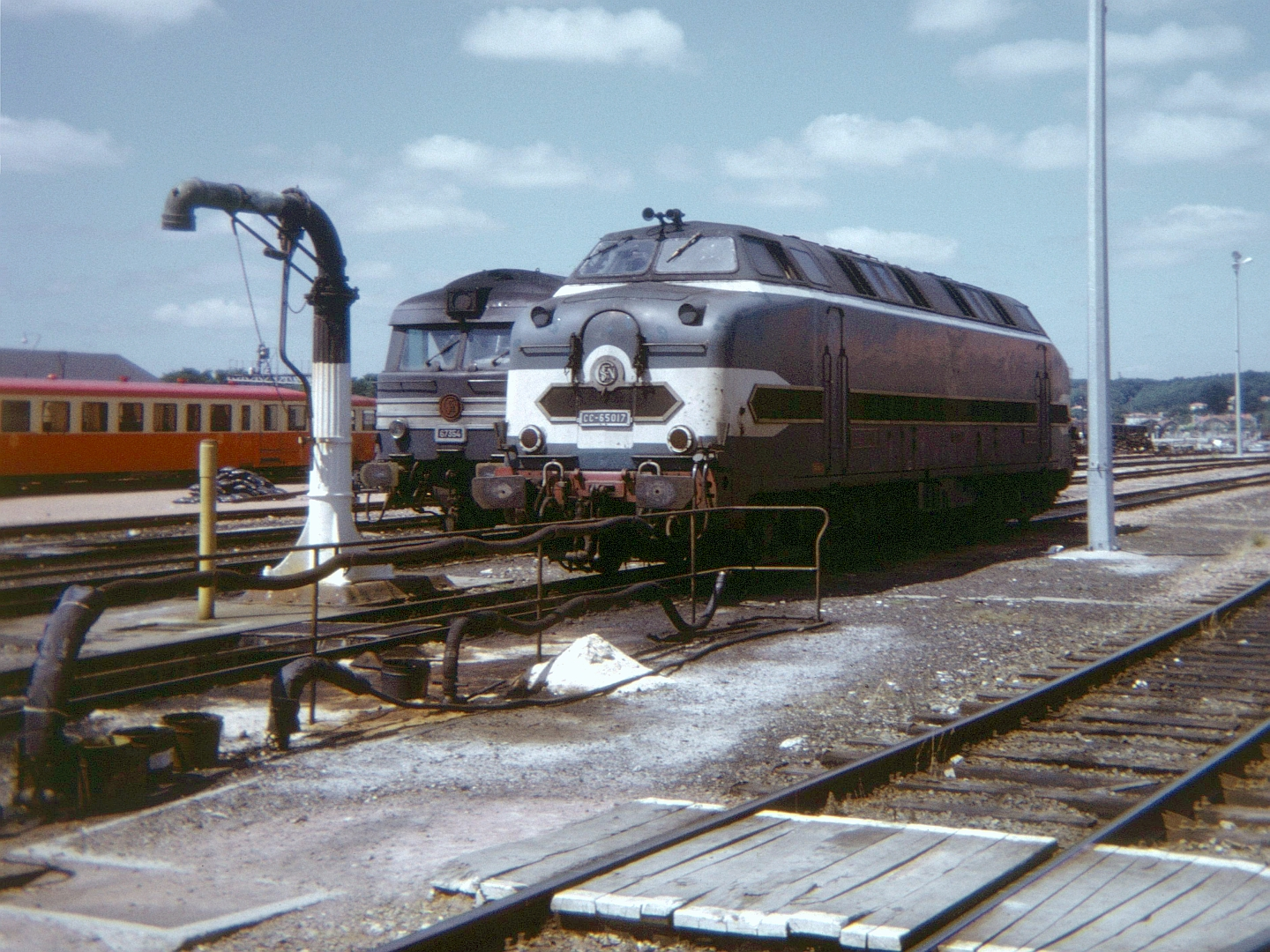
CC 65017 vor einer BB 67300 im Betriebswerk Saintes (1974)

Entgleiste CC 65000 nach Zusammenstoß mit einem Kraftfahrzeug auf einem Bahnübergang bei Le Marouillet (1969)

1955 bestellte die SNCF 20 Strecken-Dieselloks der Baureihe 060 DB. Das Lastenheft sah u. a. vor: Reibungsmasse 100 t, maximale Achslast 18 t, Höchstgeschwindigkeit 130 km/h, separater Dampfheizkessel für die Wagenheizung, Betrieb mit Heizöl, zwei Endführerstände.
Das Design stammte von Paul Arzens, bei Alsthom in Belfort wurden die Maschinen gebaut. Die Dieselmotoren des Typs MGO V12 BSHR (Bauform V, 12 Zylinder, 4-Takt) lieferte die Société Alsacienne de Constructions Mécaniques (SACM). Von den Elektrolokomotiven CC 7000 und CC 7100 leitete die Compagnie des ateliers et forges de la Loire (CAFL) die Drehgestelle her, sie wurden aber leichter ausgeführt. Die nach amerikanischem Vorbild in den Fronten installierten Türen zum Übergang zwischen zwei Loks, wie auch die anfangs darunter angebrachten klappbaren Trittbleche und die klappbaren beidseitigen Handläufe, wurden im Regelbetrieb nie genutzt. Hoch über den beiden Scheinwerfern des Spitzensignals wurden die beiden Schlusssignale angeordnet. Das von silbernen Leisten umrahmte seitliche Band der Lüftergitter wurde aus optischen Gründen über die Seitentüren hinaus pfeilförmig bis unter die Führerstände verlängert. Entsprechend gestaltete Arzens eine in die Länge gezogene Wabe an jeder Front, über deren oberer Seite, in erhabenen silbernen Lettern, auf rotem oder blauem Untergrund das runde SNCF-Signet thronte. In dessen untere Seite war entsprechend die Betriebsnummer integriert. Auch an den Längsseiten der Lokomotiven waren die Nummer und der Schriftzug S.N.C.F. angebracht. Auf den Lokomotivschildern trugen die Betriebsnummern Bindestriche: 060DB-1 bzw. CC-65001.
In den 1950er Jahren waren Dieselmotoren mit einer Leistung um 1800 PS laut und schwer. Zur Gewichtsersparnis erhielt die CC 65000 daher zwei kleinere, je 900 PS (662 kW) leistende Motoren, abgeleitet von denen der Baureihen BB 63500 und X 2800. Diese Bauweise hatte zudem den Vorteil, dass bei Ausfall eines Motors die Lok, wenn auch mit reduzierter Leistung, ohne fremde Hilfe weiter bewegt werden konnte. Die Dieselmotoren erzeugten über zwei zwischengeschaltete Generatoren des Typs Alsthom GP 830 M den Strom für sechs Gleichstrommotoren (Tatzlagermotoren der Bauart Alsthom TA 643), die die in den beiden Drehgestellen gelagerten sechs Achsen antrieben. Die Höchstgeschwindigkeit der 19,8 m langen und 112 t schweren Maschinen betrug 130 km/h. Sie waren doppeltraktionsfähig und für die Zugheizung mit einem Clarkson-Dampferzeuger ausgestattet.
Von Oktober bis Dezember 1956 wurden mit der 060 DB 1 erste Testfahrten im Raum Belfort unternommen. Sie führten die Lok mit unterschiedlichen Anhängelasten zunächst nach Vesoul und Épinal, später dann ab Paris-Saint-Lazare bis Mantes-la-Jolie und Évreux. Die Geschwindigkeit wurde schrittweise bis auf 130 km/h gesteigert. Dabei wurde festgestellt, dass die Leistung der Lok etwas knapp bemessen war und sie sich im Bereich über 80 km/h beim Beschleunigen schwer tat. Aufgrund ihrer Höchstgeschwindigkeit und des Umstands, dass der separate Dampferzeuger die Leistung der Maschine nicht beeinträchtigte, erschien sie auf Strecken ohne starke Steigungen dem Betrieb mit Dampflokomotiven aber ebenbürtig. Im Dezember 1956 wurde die 060 DB 1 zur Personalschulung an das Bahnbetriebswerk La Rochelle-Bongraine überstellt. Einen Monat später erfolgten die ersten kommerziellen Einsätze vor Reisezügen zwischen La Rochelle und Poitiers. Die ersten Ergebnisse dieser Einsätze bestätigten die der Versuchsfahrten und zeigten, dass die Maschine mühelos die Fahrpläne der maximal 100 km/h schnellen Dampflokomotiven 141 R Öl und 231 F einhalten konnte.
Im März 1957 waren die 060 DB 2–4 ausgeliefert und wurden für Versuche mit Doppeltraktion zwischen Paris und Cherbourg eingesetzt. Diese Konfiguration bewährte sich vor bis zu 18 Wagen zählenden Schnellzügen ebenfalls. Anfang Mai 1957 wurde mit mittlerweile sieben ausgelieferten Loks ein erster Umlaufplan erstellt. Er umfasste zunächst zwei tägliche Expresszugpaare Nantes–Bordeaux sowie weitere Züge auf dieser Strecke. Im folgenden Juli waren bereits 15 Maschinen (060 DB 1–5 und 7–16) verfügbar, die ebenfalls auf dieser Transversale eingesetzt wurden. Die 060 DB 6 weilte zu jener Zeit als Vorführobjekt in Spanien. Für diesen Einsatz hatte sie Drehgestelle für die Iberische Breitspur, stärkere Dieselmotoren der Bauart MGO V16 SHR und andere Generatoren (Typ GP 838 A) erhalten. Diese Maßnahmen führten zu einer Leistungssteigerung sowie einer Erhöhung der Höchstgeschwindigkeit um 10 km/h. Die RENFE ließ aber keine Bestellung folgen; nach ihrer Rückkehr nach Frankreich wurde die Maschine der Regelausführung angeglichen.
Von La Rochelle nach Nantes, Bordeaux, Poitiers, Saintes und Angoulême liefen die Loks im Güterverkehr. Sie verdrängten die in La Rochelle beheimateten 141 R, die fortan nur noch im lokalen Verkehr und vor Sonderzügen eingesetzt wurden. Die 231 F des Betriebswerks Saintes wurden nur noch in den wöchentlichen bzw. saisonalen Verkehrsspitzen und vor Pilgerzügen verwendet. Nach ihrem zehnmonatigen Einsatz war die Bilanz der 060 DB durchweg positiv. Ohne nachzutanken konnten sie über 1100 km zurücklegen, was dreimal der Strecke Nantes–Bordeaux entsprach.
Im Oktober 1957 sollte der elektrische Betrieb der SNCF bis Basel ausgedehnt werden. Ab diesem Zeitpunkt würden die Schweizerischen Bundesbahnen den Betrieb von Dampflokomotiven auf ihren Gleisen untersagen. Zweifrequenzloks für 25.000 V 50 Hz wie auch das Schweizer System 15.000 V 16 2/3 Hz waren jedoch noch nicht verfügbar. Für den Güterverkehr von Saint-Louis zum Rangierbahnhof Basel-Muttenz musste somit eine Lösung mit Diesellokomotiven gefunden werden. Die im August 1957 fertiggestellte 060 DB 17 wurde daher ab Werk dem Betriebswerk Île Napoléon bei Mülhausen im Elsass zugeteilt. Im Oktober wurden die 060 DB 14 und 15, im Dezember dann die 060 DB 13 aus La Rochelle dorthin überstellt. Dieser Aderlass hatte zur Folge, dass die 141 R und 231 F an der Atlantikküste wieder vermehrt gebraucht wurden.
Nach ihrer Rückkehr aus Spanien ging die 060 DB 6 nach La Rochelle, ebenso die zuletzt gebaute 060 DB 20. Dort fehlte wiederum zeitweise die 060 DB 18, die man als Ausstellungsstück zur Weltausstellung 1958 nach Brüssel brachte. Gleich ab Werk folgte im Februar 1958 die 060 DB 19 in das Elsass. Im Oktober 1958 wurden Testfahrten zwischen Marseille und Ventimiglia durchgeführt. Für die anspruchsvollere Topografie dieser Strecke erwies sich die 060 DB aber als zu schwach motorisiert. Zwischen Mai und Juli 1960 wurden die fünf im Elsass stationierten Maschinen durch solche der Baureihe BB 63500 ersetzt; in der Folge waren schließlich sämtliche 060 DB in La Rochelle versammelt.
Bei der Umnummerierung der Diesellokomotiven vergab die SNCF im Jahr 1962 an die 060 DB die Baureihennummer CC 65000, wobei CC für die Achsfolge Co'Co' steht. Die nun in CC 65001 bis CC 65020 umgezeichneten Loks wanderten in jener Zeit allmählich vom Express- in den lokalen Personenverkehr ab und bedienten von La Rochelle aus Niort, Rochefort und Saintes. Sie kamen aber auch nach Blaye, Royan, La Tremblade, Le Chapus und Fouras; im Sommer zogen sie von Paris-Austerlitz kommende Kurswagen an die Seebäder der Küste der Charente. Nicht zuletzt aufgrund ihrer geringen Zahl verdrängten sie zwischen der Loire und der Gironde den Dampfbetrieb aber nicht ganz. Etliche Güterzüge wurden weiterhin von in Nantes stationierten Dampflokomotiven befördert.
Die 060 DB hatten sich bewährt und führten zur Umstellung der nicht elektrifizierten Strecken von Dampf- auf Dieselbetrieb. Statt zweimotoriger Maschinen wurden aber einmotorige Loks der Folgebaureihen A1AA1A 68000, BB 67000 und CC 72000 beschafft. Vom Sommer 1968 an übernahmen zunehmend BB 66000 aus Nantes und A1AA1A 68000 aus Rennes auch den Güterverkehr zwischen Nantes und Bordeaux. Im Gegenzug ersetzten von CC 65000 gezogene Reisezüge zwischen Niort und Chartres Dieseltriebwagen, an den wöchentlichen Verkehrsspitzen kamen sie bis Sommer 1970 sogar nach Paris-Montparnasse.
Im Sommer 1971 liefen letztmals CC 65000 vor Expresszügen der Relationen Nantes–Bordeaux und Poitiers–La Rochelle, ehe sie dort von 140 km/h schnellen CC 72000 abgelöst wurden. Ab Mitte der 1970er Jahre gingen ihre verbliebenen Güterzugleistungen zwischen Nantes und Bordeaux an in Bordeaux beheimatete BB 67300 und BB 67400. Ab 1971 verloren sie auch sukzessive Personenzugleistungen, da bei Revisionen die Dampferzeuger ausgebaut wurden; 1978 verkehrten die letzten dampfbeheizten Personenwagen bei der SNCF.
Im ihnen verbliebenen Güterverkehr wurden die Loks, um die Motoren zu schonen, möglichst in Doppeltraktion eingesetzt. Im Januar 1979 wurde das Betriebswerk La Rochelle-Bongraine geschlossen; die CC 65000 wurden en bloc ins Depot Nantes-Blottereau umstationiert, ohne dass sich an ihrem Einsatzgebiet etwas änderte. Angesichts der mittlerweile veralteten Technik und der Notwendigkeit, sie schonend zu fahren, wurden die Maschinen einer begrenzten Zahl von Lokführern anvertraut und von einem speziellen Team gewartet. 1983 erhielt Nantes Lokomotiven der Baureihe A1AA1A 68000, die die letzten verbliebenen Güterzugleistungen der CC 65000 nach Bordeaux übernahmen. Dennoch vergrößerte sich für jene der Aktionsradius, erreicht wurden u. a. Paimbœuf, Donges, Saint-Nazaire und Châteaubriant.
Fast die Hälfte der noch vorhandenen Lokomotiven wurde 1986 in gutem Zustand konserviert abgestellt, um sie später vor Bauzügen an der Schnellfahrstrecke LGV Atlantique einzusetzen. Dieses Vorhaben wurde aber nicht realisiert. Stattdessen wurden sie, nachdem der Fahrdraht im Mai 1986 Nantes erreicht hatte, wieder im Güterverkehr gebraucht, da andere Dieselbaureihen aufgrund der Elektrifizierung von dort abgezogen worden waren. Noch einmal waren sie zwischen La Rochelle und Bordeaux-Hourcade präsent, erreichten von Saintes aus u. a. Angoulême, Saint-Jean-d’Angély und Saint-Mariens sowie ab Nantes Auray, Lorient und Rennes.

## Umbauten und Umlackierungen
Die CC 65001 wies ursprünglich im zentralen Bereich zwischen den Drehgestellen beiderseits eine „Schürze“ auf, die später den Serienmaschinen entsprechend entfernt wurde. Auch die Trittbleche an den Fronttüren sind bereits 1958 auf Fotos nicht mehr nachweisbar. Als Korrosionsschutz wurden gegen Ende ihrer Laufbahn bei zahlreichen Maschinen die Fenster über den Seitentüren verschlossen.
Die Lokomotivkästen waren anfangs königsblau mit einem cremefarbenen Streifen unterhalb des Fensterbands. Jenes und die Dachpartie waren dunkelblau, die Pufferbohle hellrot gehalten. Die Frontpartien zierte jeweils ein cremefarbenes Feld, das im Bereich der Fronttüren aufgeweitet war. In den 1960er Jahren wurden die königsblauen Flächen in einem helleren Blau und die cremefarbenen gebrochen weiß lackiert, die Aufweitungen wurden einfacher gestaltet.

## Verbleib
Bis September 1988 wurden alle Lokomotiven ausgemustert. Den Anfang machte 1981 die CC 65010, 1985 folgte die CC 65015, beide nach Unfallschäden. Nach Schäden am Antrieb waren 1987 die CC 65015, 65018 und 65020, 1988 die CC 65009, 65013, 65017 und 65019 an der Reihe; die restlichen Maschinen wurden am 25. September 1988 in intaktem Zustand endgültig abgestellt.
Bis auf fünf Loks wurden 1989 alle CC 65000 verschrottet. Der Verein Trains à Vapeur de Touraine (TVT) erwarb zwischen September 1989 und Januar 1990 die CC 65004, 65006 und 65012, die er vor Güter- und Museumszügen einsetzte. Die CC 65006 wurde ab Dezember 1990 an die Gleisbaufirma R. Veccietti & Cie verliehen und erhielt an den Längsseiten entsprechende Schriftzüge in kursiv gesetzten roten Großbuchstaben. 1993 verlieh man die CC 65004 und 65012 an die CFTA, die sie bis Juli jenes Jahres im Bauzugdienst zwischen Calais und Boulogne sowie im Eurotunnel einsetzte. Nach der Entnahme altbrauchbarer Teile wurden die beiden Maschinen 1998 in Gray verschrottet. Die CC 65005 wurde in AT3 TR 084 umbenannt und 1997 hauptuntersucht. Bis Ende 1999 zog sie hauptsächlich Schotterzüge auf den Strecken des Morvan. Im Jahr 2000 erlitt sie einen Getriebeschaden und wurde 2003 verschrottet.
Der Verein Agrivap (Musée de la machine agricole et à vapeur) in Ambert erwarb im Oktober 1988 die CC 65005, richtete sie her und lackierte sie hellgrün und weiß. Zwischen Courpière, Giroux uns Arlanc war sie im Frachtverkehr zweier Papierfabriken unterwegs. 2001 erhielt sie eine dunkelgrüne Farbgebung mit roten Streifen. Nach dem Erwerb zweier modernerer Loks in den Jahren 2010 und 2013 wurden diese Fahrten deutlich reduziert. Anfang 2022 wurde bekannt, dass die Maschine an die touristische Bahn „Train des Mouettes“ in Saujon abgegeben wurde und ihre blaue SNCF-Farbgebung zurückerhalten soll.
Die SNCF behielt die CC 65001 und arbeitete sie 1994 dem Zustand von 1962 entsprechend auf; sie ist im Eisenbahnmuseum Mulhouse (Cité du Train) erhalten.

## Schwestermaschinen in Algerien und Argentinien
Acht baugleiche Lokomotiven (060 DC 1–8), jedoch mit gepanzerten Führerständen wurden 1957 für den Verkehr von Algier nach Constantine und Oran an die Office CFA nach Algerien geliefert. Ihre Motorisierung entsprach der in Spanien vorgeführten Lok 060 DB 6, die Höchstgeschwindigkeit war aber auf 120 km/h begrenzt.
Den acht Maschinen folgten im Jahr darauf die 060 DC 9–18, 1959 die DC 19–28 und 1962 die DC 29–37. Da diese ausschließlich für den Transport von Ölprodukten aus der Sahara zum Mittelmeer vorgesehen waren, war kein Dampferzeuger installiert. Die insgesamt 37 Maschinen waren bis Anfang der 1980er Jahre im Einsatz. Die Lokkästen waren unterhalb der Fenster hellgrau, das Fensterband und das Dach dunkelgrau lackiert, mit einem schmalen roten Band dazwischen.
Im November 1956 bestellte das argentinische Eisenbahnunternehmen Ferrocarril General Roca 25 nahezu identische Lokomotiven, jedoch ohne Dampferzeuger, für die Spurweite 1676 mm. Die dort als 5201 bis 5225 bezeichneten Maschinen wurden sämtlich bis Ende 1957 ausgeliefert. Sie wurden bis 1981 vor Personen- und Güterzügen im Raum Buenos Aires eingesetzt. Anstelle der beiden Schlusssignale wiesen die gelb und rot gehaltenen Loks über den Fronttüren ein drittes Spitzenlicht auf.